# 전파교사
《전파교사》(일본어: 電波教師)는 아즈마 타케시가 쓴 일본의 소년 만화이다. 「주간 소년 선데이」(소학관)에서 2011년 49호부터 2014년 50호까지 제 1부를 연재했고, 2015년 14호부터 2017년 18호까지 2부가 연재되었다. 아즈마 타케시의 첫 주간 연재 작품이기도 하다. 2015년 4월부터 같은해 9월까지 텔레비전 애니메이션이 방송되었다.

## 개요
'하고 싶은 건 해야 한다'는 생각으로 니트 오타쿠 생활을 보내고 있는 청년 카가미 준이치로. 대학 졸업 후 1년 가까이 니트 생활을 계속하다가, 여동생의 제안으로 모교에 임시 교사가 된다. 그는 오타쿠 특유의 참신한 수업으로 학생들에게 인기를 얻게 된다. 그후 2부에서는 초등학교로 무대가 옮겨져 개설된 특별 학급을 가르치게 된다.

## 같이 보기
- 암살교실
- 하야테처럼!
- 절대 가련 칠드런
- 나의 히어로 아카데미아
- 주간 소년 챔피언
- 주간 소년 선데이
- 주간 소년 매거진